# Eurhinosauria
De Eurhinosauria zijn een groep uitgestorven zeedieren, behorend tot de Ichthyosauria, die leefde tijdens het Mesozoïcum.
In 1999 definieerde Ryosuke Motani een klade Eurhinosauria als de groep bestaande uit de laatste gemeenschappelijke voorouder van Eurhinosaurus longirostris en Leptonectes tenuirostris, en al zijn afstammelingen. De naam is afgeleid van Eurhinosaurus
Motani wist enkele gedeelde afgeleide kenmerken, synapomorfieën, van de groep vast te stellen. De 'wang' van de schedel is iets naar achteren gericht en in zijaanzicht smal. De snuit is bijzonder slank. De tandlengte is ten opzichte van de schedelbreedte klein met een ratio van minder dan 0,05. Het scheenbeen en het kuitbeen zijn gescheiden.
Tot de eurhinosauriërs behoort verder vermoedelijk Excalibosaurus. De groep ontstond in het Laat-Trias en stierf uit in het Vroeg-Jura.